# Varel
Varel – miasto w Niemczech, w kraju związkowym Dolna Saksonia, w powiecie Friesland. W 2008 liczyło 24 801 mieszkańców.

## Współpraca
- Barth, Meklemburgia-Pomorze Przednie
- Jackson, USA